# Atypus yajuni
Atypus yajuni är en spindelart som beskrevs av Zhu et al. 2006. Atypus yajuni ingår i släktet Atypus och familjen pungnätsspindlar. Inga underarter finns listade.